# Melanochromis auratus
Melanochromis auratus es una especie de pez perciforme de la familia Cichlidae. Es también conocido como cíclido de oro y cíclido dorado, es endémico del lago Malawi en hábitat rocoso con un pH de 7,0–8,5 y una temperatura de alrededor de 22–26°C.
Es un cíclido pequeño y de cuerpo alargado con una coloración identificativa y es uno de los más populares en la acuariofilia.

## Descripción
Es un cíclido pequeño de cuerpo alargado y semicilíndrico. Las formas juveniles y hembras son amarillos brillantes con rayas negras y blancas en la mitad superior de su cuerpo. La coloración del macho adulto es drásticamente diferente, con cuerpo negro amarronado, y rayas grises en la mitad superior del cuerpo.

## Distribución
Se encuentra confinado al lago Malawi, principalmente en su zona sur.

## Comportamiento

### Reproducción
Como muchos otros cíclidos del lago Malawi, la hembra mantiene sus huevos fertilizados y los incuba en su boca unas pocas semanas antes de liberar los alevines.

### Alimentación
Se alimenta de algas y en acuarios con alimento balanceado.